# Florrie Redford

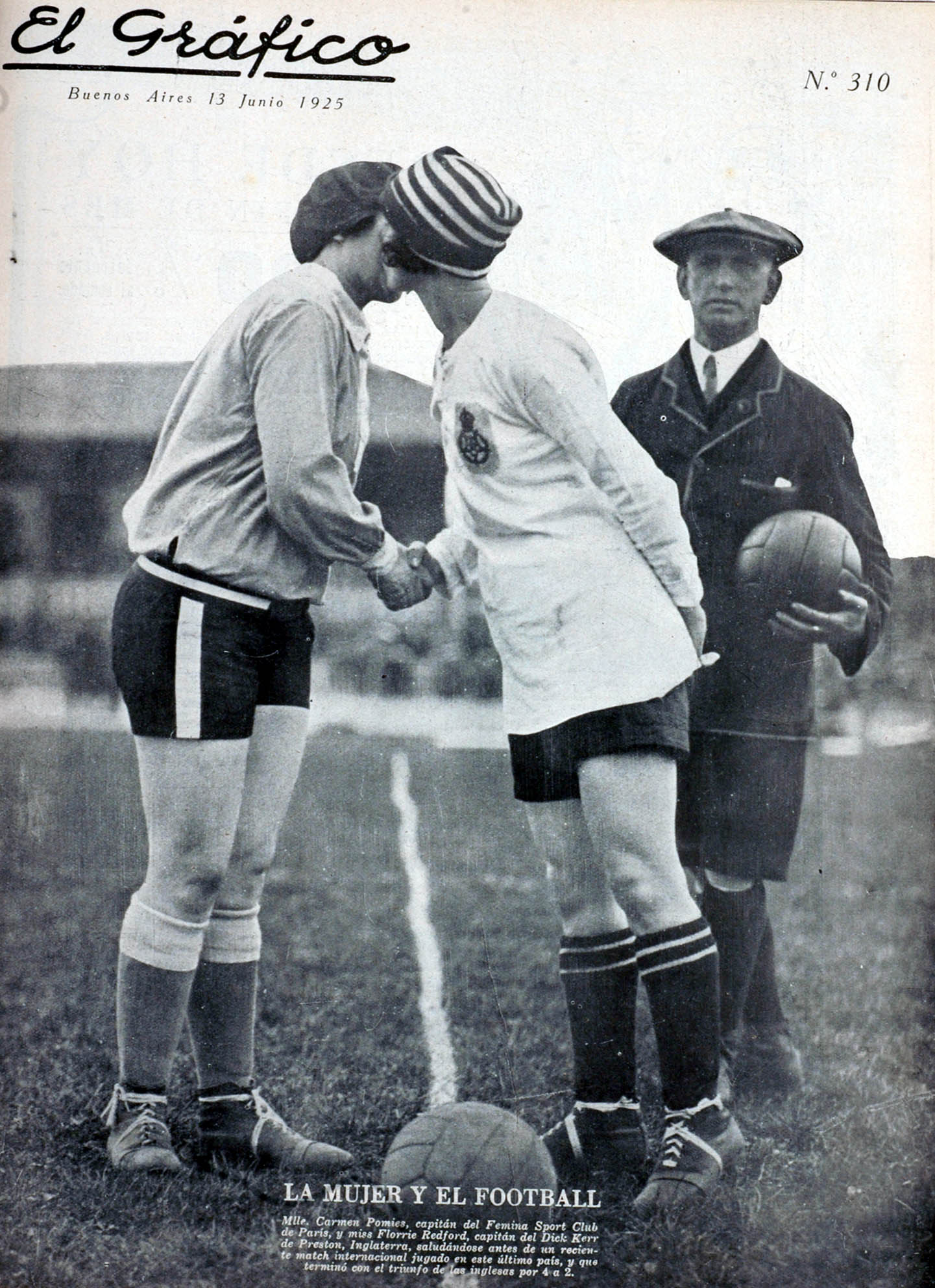
Florrie Redford (centro) con la futbolista francesa Carmen Pomiès, 1925

Florrie Redford (Preston) fue una futbolista y enfermera inglesa. Jugó en el club Dick, Kerr Ladies, uno de los primeros equipos de fútbol femenino profesional de Inglaterra. Fue la máxima goleadora del club en 1921, marcando 170 goles. Más tarde, trabajó como enfermera en Canadá y regresó brevemente al equipo en 1938.

## Biografía
Redford nació en Preston, Lancashire, estudió en la escuela Hincksman Memorial con Alice Kell, quienes desarrollaron de pequeñas un gran interés por el fútbol, deporte al que jugaban con sus hermanos.
Durante la Primera Guerra Mundial, trabajó para la compañía Dick, Kerr & Co. produciendo municiones y otros suministros de guerra. Durante este tiempo, ella y las otras  jóvenes que constituían la mayoría del personal de la fábrica dado que los hombres en gran parte habían sido reclutados por el ejército, jugaban al fútbol durante las pausas a la hora de comer.

## Carrera
La mayoría de los miembros del equipo trabajaban a tiempo completo y Redford estudiaba para ser enfermera psiquiátrica.A pesar de ello  se convirtió en un miembro clave del equipo en los partidos celebrados como formación en el equipo Dick, Kerr Ladies. Redford jugó en el partido inaugural como club el día de Navidad de 1917 y pasó a jugar en partidos internacionales contra Escocia e Irlanda en 1918. Jugó como delantera centro y fue una de las principales goleadoras, descrita como haber "visión y ritmo" en su juego.
Durante la primavera de 1920, una vez terminada la guerra, el equipo jugó varios partidos internacionales, entre ellos contra un equipo francés formado por Alice Milliat y Carmen Pomiès. Dick, Kerr Ladies ganó los dos primeros, con Redford anotando goles en ambos, mientras que el tercero se cerró con un empate 1-1. El cuarto partido, también contra Francia fue la única derrota de la gira, se jugó en Londres en el famoso estadio Stamford Bridge y fue grabado por la compañía francesa Pathé News. El partido ayudó a convertir a Redford y a las demás jugadoras en figuras conocidas no sólo a nivel nacional sino también internacional. En un resumen de la temporada, el Dundee Evening News presentó a Redford en un artículo titulado Scoring Feat by Lady Footballer que llamó la atención sobre la gran cantidad de goles que había marcado esa temporada. Redford y Dick, la compañera de equipo de Kerr, Lizzy Ashcroft, fomentaron una amistad con la futbolista francesa Pomiès, quien en 2021 regresó a Preston y se unió al equipo durante un año.
En 1921, el equipo atraía a menudo a multitudes más grandes que los equipos masculinos que jugaban el mismo día y, ese año, la Asociación de Fútbol retiró el reconocimiento y prohibió a los equipos femeninos jugar en los terrenos de la FA. La prohibición se mantendría vigente hasta 1971. Sin embargo, el equipo decidió seguir jugando y en 1922 Redford se unió a ellas en su gira por Canadá y Estados Unidos. Su compañera Alice Kell dijo en una entrevista sobre el regreso del equipo a Inglaterra dijo: "Jugamos nuestro juego habitual, Lily Parr siempre fue una jugadora excepcional y nuestra máxima goleadora fue Florrie Redford".
Después de jugar con el Dick, Kerr contra el Fémina Sport en 1920, Redford fue invitada a unirse al club francés y pasó un período viviendo con Pomiés y jugando al fútbol en Francia. En 1923, Redford jugaba en el Fémina, pero se unió al Stoke Ladies para un partido que disputaron contra otro equipo francés, Les Sportives, en el Campo de la calle Industria, el estadio recientemente desocupado del FC Barcelona. Les Sportives se opuso a que Redford jugara para el Stoke, y el partido en el que jugó (de dos en un fin de semana) no se contó para determinar qué equipo ganaría el premio de la copa benéfica: Redford anotó un triplete y Stoke ganó su otro partido de todos modos.
En 1925, Redford regresó a Inglaterra. El Fémina Sport regresó a Francia para otra gira de 10 partidos de la Galería de Campeones en mayo de 1925, enfrentándose a Redford durante uno de los partidos como capitanas contrarias. Una fotografía de Pomiès y Redford besándose antes de un partido en el Velódromo de Herne Hill, y imágenes filmadas del partido, circularon ampliamente.

## Vida posterior
Redford emigró a Canadá en 1930, donde trabajó como enfermera. Regresó a Preston en 1937 e intentó regresar con las Preston Ladies, sin embargo solo jugó un partido (Whitehaven Ladies) antes de retirarse.